# 華泰大飯店集團
華泰大飯店集團（英語：GLORIA HOTEL GROUP），是中華民國的一家旅館系統業者。

## 集團歷史
- 2008年：華泰大飯店第二代陳炯福接掌華泰大飯店集團，身兼副董事長與執行長[2]。
- 2012年：國泰人壽以新台幣42億元標下6.6萬坪桃園高鐵站產業專區50年地上權，由華泰大飯店和國泰人壽共同開發成華泰名品城[3]。
- 2015年3月30日：與國泰人壽和三商美邦人壽合組的「南港國際一」、「南港國際二」公司，將於4月2日與臺灣鐵路管理局正式簽約，在南港調車場投資開發新飯店[4]。
- 2017年4月28日：Booking.com公布全球10大國家公園旅宿，墾丁國家公園內曾是中華民國總統蔣中正行館的華泰瑞苑入榜，是亞洲唯一入選飯店[5]。
- 2017年6月：華泰大飯店企業旗下台灣第一家飯店型酒吧「EAST END」榮獲亞洲50大酒吧第39名[6]。

## 旗下品牌飯店
- 餐飲
  - 華漾 DIM SUM
  - 333 RESTAURANT & BAR
  -  九華樓
  - EAST END
  - 驢子餐廳
  - 沐餐廳
  - TK SEAFOOD & STEAK

- 購物中心
  - 華泰名品城

- 飯店
  - 華泰王子大飯店
  - 華泰瑞舍
  - 華泰瑞苑
  - HOTEL QUOTE Taipei
  - HOTEL PROVERBS Taipei

- 管理顧問
  - 華泰大飯店集團管理顧問

## 外部連結
- （繁體中文） 華泰大飯店 （页面存档备份，存于）
- （繁體中文） 台灣公司資料
- 華泰王子大飯店 臺灣旅宿網 （页面存档备份，存于）
- 華泰瑞苑 臺灣旅宿網
- 華泰瑞舍 臺灣旅宿網